# Raggio di Luna
Raggio di Luna – włoski zespół wykonujący muzykę italo disco, powstały w 1984 roku. Na niektórych wydaniach jako nazwę projektu używano angielskiego tłumaczenia oryginału, Moon Ray. W skład grupy wchodziły Simona Zanini oraz Mandy Ligios (Comancero): pierwsza odpowiadała za nagrane partie wokalne, druga zaś była twarzą zespołu na scenie. Za produkcję nagrań projektu odpowiadali Aldo Martinelli i Fabrizio Gatto.

## Historia
Twórcami zespołu byli Aldo Martinelli i Simona Zanini, dla których był to kolejny wspólny projekt italo disco obok takich jak Martinelli, Topo & Roby czy Doctor’s Cat. 
Pierwszym i jednocześnie największym przebojem grupy był debiutancki singel „Comanchero”. Ten, wydany w 1984 roku, odniósł ogromny sukces komercyjny, wchodząc do Top 5 list w Niemczech, Francji, Austrii i Szwajcarii, a także plasując się na 17. miejscu listy w rodzimych Włoszech.
Kolejne dwa single zespołu („Viva” i „Tornado Shout”) nie cieszyły się już taką popularnością co debiutanckie „Comanchero”, co wpłynęło na decyzję duetu Martinelli–Zanini o zakończeniu funkcjonowania projektu w 1986 roku.

## Dyskografia

### Single
| Rok  | Tytuł            | Najwyższe pozycje | Najwyższe pozycje | Najwyższe pozycje | Najwyższe pozycje | Najwyższe pozycje |
| Rok  | Tytuł            | [ 5 ]             | [ 6 ]             | [ 7 ]             | [ 8 ]             | [ 9 ]             |
| ---- | ---------------- | ----------------- | ----------------- | ----------------- | ----------------- | ----------------- |
| 1984 | „Comanchero”     | 3                 | 2                 | 4                 | 5                 | 17                |
| 1985 | „Viva”'          | —                 | —                 | —                 | —                 | —                 |
| 1986 | „Tornado Shout”' | —                 | —                 | —                 | —                 | —                 |